# Fontanges
Fontanges är en kommun i departementet Cantal i regionen Auvergne-Rhône-Alpes i mitten av Frankrike. Kommunen ligger  i kantonen Salers som ligger i arrondissementet Mauriac. År 2022 hade Fontanges 208 invånare.

## Befolkningsutveckling
Antalet invånare i kommunen Fontanges
Referens:INSEE